# Scharpenberg (Adelsgeschlecht, Elbmarschen)
Scharpenberg (auch: Scharpenberge oder Scharpenbergs) war der Name eines alten holsteinischen Adelsgeschlechts, das in der Haseldorfer- und Krempermarsch ansässig war.

## Geschichte
Die Scharpenbergs, ein holsteinisches ritterliches Adelsgeschlecht, waren nach neuerer Forschung eine Linie derer von Scharpenbergh/Scharffenberg im Herzogtum Sachsen-Lauenburg, und traten mehrfach in Urkunden der Schauenburgischen Landesherren auf. Die erste Erwähnung war 1259. Weitere urkundliche Erwähnungen folgten ab 1272. Sie besaßen eine eigene Gerichtsbarkeit, die bis zum rechten Störufer nahe Itzehoe reichte. Sie trugen ihren Namen vermutlich nicht von dem ehemals am Haselauer Elbstrand gelegenen Berg im heutigen Ortsteil Hohenhorst. Noch heute zeugt ein Burggraben als Teil eines Entwässerungssystems von der Existenz der ehemaligen Burg. Der holsteinische Zweig des Adelsgeschlechts ist vermutlich Mitte des 14. Jahrhunderts ausgestorben, wenn es nicht in das noch heute in Preußen lebende Adelsgeschlecht  Schulenburg aufgegangen ist. In Stormarn, den Elbmarschen, im Bistum Münster und in Dänemark gab es unterschiedliche Zweige dieses Adelsgeschlechts.